# Юренино (Владимирская область)
Юренино — упразднённая деревня в Александровском районе Владимирской области России.

## География
Урочище находится в северо-западной части области, в зоне хвойно-широколиственных лесов, к северу от автодороги 17А-2, на расстоянии примерно 2 километров (по прямой) к северо-востоку от города Александрова, административного центра района.

### Климат
Климат характеризуется как умеренно континентальный, с умеренно тёплым летом, холодной зимой, короткой весной и облачной, часто дождливой осенью. Среднегодовая температура воздуха — +3,4 °C. Годовое количество атмосферных осадков — 549 миллиметров, из которых большая часть выпадает в тёплый период.

## История
В «Списке населенных мест Владимирской губернии по сведениям 1859 года» населённый пункт упомянут как деревня Александровского уезда, расположенная при пруде, в 5 верстах от уездного города. В деревне насчитывалось 14 дворов и проживало 88 человек (44 мужчины и 44 женщины).
По состоянию на 1905 год, в Юренине имелось 15 дворов и проживало 95 человек. В административном отношении деревня входила в состав Александровской волости.
В советское время входила в состав Елькинского сельсовета Александровского района. Упразднена решением облисполкома № 441 от 21 апреля 1977 года как фактически не существующая.